# Kim Hyo-sub
Kim Hyo-sub (* 23. September 1980 in Henan, Volksrepublik China) ist ein südkoreanischer Ringer. Er wurde 2009 Asienmeister im freien Stil im Bantamgewicht und ist zweimaliger Olympiateilnehmer.

## Werdegang
Kim Hyo-sub begann als Jugendlicher im Jahre 1992 mit dem Ringen. Er gehört dem Samsung Wrestling Club Seoul an und wird bzw. wurde von Moon Hu-chae und Jang Soon-park trainiert. Er konzentriert sich auf den freien Stil und ringt bei einer Größe von 1,50 Metern im Fliegengewicht bzw. im Bantamgewicht.
Seine internationale Ringerlaufbahn begann er mit Starts bei den Junioren-Weltmeisterschaften 1998 in Las Vegas und 1999 in Sydney. Er belegte dabei beide Male den 7. Platz in den Gewichtsklassen bis 49 kg bzw. 50 kg Körpergewicht. Ab dem Jahre 2000 startet er bei den Senioren. In diesem Jahr belegte er bei der Asienmeisterschaft in Guilin/China im Fliegengewicht den 8. Platz. In den nächsten Jahren nahm er an vielen internationalen Meisterschaften teil, konnte aber bei Weltmeisterschaften keine Medaillen gewinnen. Bei den Asien-Spielen oder bei den Asienmeisterschaften war er aber mehrermale sehr erfolgreich.
Im Jahre 2004 gewann er bei der Asienmeisterschaft in Teheran seine erste Medaille  bei einer internationalen Meisterschaft. Er belegte dort hinter Adhamjon Achilov aus Usbekistan und Bajaraagiin Naranbaatar aus der Mongolei den 3. Platz. 2006 kam er bei den Asien-Spielen in Doha wiederum auf den 3. Platz. Vor ihm platzierten sich dort Dilschod Mansurow aus Usbekistan und Jon Hyun Guk aus Nordkorea. 2009 wurde er dann in Pattaya Asienmeister im Bantamgewicht und besiegte dabei im Endkampf den Nordkoreaner Yang Kyong-il nach Punkten, der wenige Wochen später in Herning/Dänemark Weltmeister wurde. Schließlich erreichte er auch bei den Asien-Spielen 2010 in Guangzhou den 3. Platz und gewann damit hinter Dilschod Mansurow und Yang Kyong-il eine Bronzemedaille.
Die beste Platzierung, die Kim Hyo-sub bei Weltmeisterschaften erreichte, waren der 5. Platz bei der Weltmeisterschaft 2006 in Guangzhou, wo er den Kampf um eine WM-Bronzemedaille gegen Namig Abdullajew aus Aserbaidschan knapp mit 1:2 Runden und 2:3 Punkten verlor. Den 5. Platz belegte er auch bei der Weltmeisterschaft 2010 in Moskau. Nach einer Niederlage im dritten Kampf gegen Wiktor Lebedew aus Russland besiegte er dort den Ex-Weltmeister Radoslaw Welikow aus Bulgarien mit 2:1 Runden und 10:3 Punkten, unterlag aber im Kampf um eine Bronzemedaille gegen Frank Chamizo Marquez aus Kuba mit 1:2 Runden und 4:8 Punkten.
Im Jahre 2004 besiegte Kim Hyo-sub bei den Olympischen Spielen in Athen Bajaraagiin Naranbaatar, gegen Babak Noursad aus dem Iran und gegen Chikara Tanabe aus Japan unterlag er aber und kam damit auf den 6. Platz. Er war dann auch bei den Olympischen Spielen 2008 in Peking am Start. Er siegte dort zunächst über Francisco Javier Sanchez Parra aus Spanien, verlor aber dann gegen Namig Sewdimow aus Aserbaidschan nach Punkten (1:2 Runden, 2:4 Punkte). Da Sewdimow das Finale nicht erreichte, konnte Kim Hyo-sub nicht in der Trostrunde weiterkämpfen, sondern schied aus und belegte den 9. Platz.

## Internationale Erfolge
| Jahr | Platz | Wettbewerb                                         | Gewichtskl.  | Ergebnis |
| 1998 | 7.    | Junioren-WM in Las Vegas                           | bis 49 kg KG | Sieger: Ali Reza Darvishi, Iran vor Timothy Hill, USA |
| 1999 | 7.    | Junioren-WM (Espoirs) in Sydney                    | bis 50 kg KG | Sieger: Timothy Hill vor Dilschod Mansurow, Usbekistan |
| 2000 | 8.    | Asienmeisterschaft in Guilin/China                 | Fliegen      | Sieger: Jin Ju Dong, Nordkorea vor Mohammad Aslani, Iran und Adhamjon Achilov, Usbekistan |
| 2000 | 4.    | Universitäten-WM in Tokio                          | Fliegen      | hinter Teagu Moore, USA, Ramazan Demir, Türkei u. Saudin Bajew, Russland |
| 2001 | 5.    | Ost-Asien-Spiele in Osaka                          | Fliegen      | Sieger: Maulen Mamirow, Kasachstan vor Li Zhengyu, China u. Chikara Tanabe, Japan |
| 2001 | 22.   | WM in Sofia                                        | Fliegen      | nach Niederlagen gegen Dilschod Mansurow, Amiran Kartanow, Griechenland und Ion Blidari, Rumänien |
| 2002 | 5.    | Universitäten-WM in Edmonton                       | Bantam       | hinter Tomohiro Matsunaga, Japan, Babak Noursad, Iran, Ghenadie Tulbea, Moldawien u. Ramazan Demir |
| 2003 | 1.    | Militär-WM in Istanbul                             | Bantam       | vor Ramazan Demir u. Ascherhan Nawrusow, Aserbaidschan |
| 2004 | 2.    | Olympia-Qualifikations-Turnier in Sofia            | Bantam       | hinter Yogeshwar Dutt, Indien, vor Aljaksandr Kantojeu, Russland u. Radoslaw Welikow, Bulgarien |
| 2004 | 3.    | Asienmeisterschaft in Teheran                      | Bantam       | hinter Adhamjon Achilov u. Bajaraagiin Naranbaatar, Mongolei |
| 2004 | 6.    | OS in Athen                                        | Bantam       | nach einer Niederlage gegen Babak Noursad, einem Sieg über Bajaraagiin Naranbaatar u. Niederlagen gegen Chikara Tanabe u. Li Zhengyu                                                                                                   |
| 2006 | 5.    | WM in Guangzhou                                    | Bantam       | nach Siegen über Ilias Osumbekow, Kirgisistan u. Schassulan Muchtarbekulow, Kasachstan, einer Niederlage gegen Besik Kuduchow, Russland, einem Sieg über Vinod Kumar, Indien u. einer Niederlage gegen Namig Abdullajew, Aserbaidschan |
| 2006 | 3.    | Asien-Spiele in Doha                               | Bantam       | hinter Dilschod Mansurow u. Jon Hyun Guk, Nordkorea |
| 2007 | 1.    | Dave-Schultz-Memorial in Colorado Springs          | Bantam       | vor Asset Serikbayew, Kasachstan u. Kazuhide Tomita, Japan |
| 2007 | 22.   | WM in Baku                                         | Bantam       | nach einer Niederlage gegen Schassulan Muchtarbekulow |
| 2008 | 2.    | Olympia-Qualifikations-Turnier in Martigny/Schweiz | Bantam       | hinter Radoslaw Welikow, vor Namig Sewdimow, Aserbaidschan |
| 2008 | 9.    | OS in Peking                                       | Bantam       | nach einem Sieg über Francisco Javier Sanchez Parra, Spanien u. einer Niederlage gegen Namig Sewdimow |
| 2009 | 1.    | Asienmeisterschaft in Pattaya                      | Bantam       | vor Yang Kyong-il, Nordkorea u. Nurlan Oruzbek Uulu, Kasachstan |
| 2009 | 3.    | Golden-Grand-Prix in Baku                          | Bantam       | hinter Namig Sewdimow u. Yasuhiro Inaba, Japan |
| 2009 | 9.    | WM in Herning/Dänemark                             | Bantam       | nach Siegen über Balraj Singh, Indien u. Nguyen Huy Ha, Vietnam u. Niederlagen gegen Sezer Akgül, Türkei u. Namig Sewdimow |
| 2010 | 2.    | Dave-Schultz-Memorial in Colorado Springs          | Bantam       | hinter Shinichi Yumoto, Japan, vor Danny Felix, USA |
| 2010 | 5.    | WM in Moskau                                       | Bantam       | nach Siegen über Lokman Kaplanbaba, Frankreich u. Sarunas Jurcys, Litauen, einer Niederlage gegen Wiktor Lebedew, Russland, einem Sieg über Radoslaw Welikow u. einer Niederlage gegen Frank Chamizo Marquez, Kuba                     |
| 2010 | 3.    | Asien-Spiele in Guangzhou                          | Bantam       | hinter Dilschod Mansurow u. Yang Kyong il, gemeinsam mit Yasuhiro Tanabe |

## Erläuterungen
- alle Wettbewerbe im freien Stil
- OS = Olympische Spiele, WM = Weltmeisterschaften
- Fliegengewicht bis 2001 bis 52 kg Körpergewicht, danach abgeschafft, Bantamgewicht seit 2002 bis 55 kg Körpergewicht